# Clocușna
Clocușna – miejscowość i gmina w Mołdawii, w rejonie Ocnița. W 2014 roku liczyła 2093 mieszkańców.